# Žuta ruža (album)
Žuta ruža kompilacijski je album hrvatske jazz i rock glazbenice Zdenke Kovačiček, kojeg 1996. godine objavljuje diskografska kuća Orfej.
Kompilacija sadrži njezin izbor festivalskih i radijskih skladbi koje su snimljene u vremenu od 1959. do 1995. godine.

## Popis pjesama
1. "Žuta ruža"
2. "Mali biserni slap"
3. "On"
4. "Budi spreman (Get ready)"
5. "Kada prođe noć"
6. "Između nekad i sad"
7. "Doviđenja"
8. "Dani ljubavi, dani mržnje"
9. "Kada se voli"
10. "Sad ti kao nije stalo"
11. "Zbog jedne melodije davne"
12. "Otkriće"
13. "Moj svijet se ruši"
14. "Never in my life"
15. "Ljubav ili šaka"
16. "Korak do sna"
17. "Zagrli me"
18. "Allegro con brio"